# 巴斯特尔岛
巴斯特尔岛（法語：île de Basse-Terre 或 île de la Basse-Terre）位于加勒比海东部，小安的列斯群岛中，属于法国海外省瓜德罗普的一部分，与东面的姊妹岛格朗德特尔岛共同构成了瓜德罗普的核心地区，两者之间隔着一条狭窄的萨莱海峡（Rivière Salée）。面积842平方千米。全岛大部分为山地，东部较平坦。位于西南部的活火山苏弗里耶尔火山海拔1467米，为瓜德罗普的最高点。岛上有约170平方千米的热带森林，1989年建立了瓜德罗普国家公园。
位于西南岸的巴斯特尔是瓜德罗普的行政中心，最大城市是位于东北岸的拜马欧。